# Berta Cáceres
Berta Isabel Cáceres Flores (La Esperanza, 4 de março de 1971, 1972  ou 1973 – La Esperanza, 2 de março de 2016) foi uma ativista ambiental hondurenha, líder indígena do seu povo (lenca), cofundadora e coordenadora do Conselho Cívico de Organizações Populares e Indígenas de Honduras (COPINH). Ela ganhou o Prêmio Goldman de Meio Ambiente, em 2015, por "uma campanha que, com sucesso, pressionou o maior construtor de barragens para retirar a Barragens Agua Zarca do Rio Gualcarque.
Ela foi assassinada em sua casa por homens armados, depois de anos de ameaças contra a sua vida. Doze defensores do meio ambiente foram mortos em Honduras, em 2014, de acordo com a pesquisa Global Witness, o que o torna o mais perigoso do país no mundo, em relação ao tamanho da sua população, para ativistas pela proteção das florestas e rios.

## Início da vida
Cáceres nasceu em 4 de Março de 1971/1972/1973, no grupo étnico mesoamericano, Lenca, em La Esperanza (Intibucá), em Honduras. Ela cresceu na década de 1970, durante um momento de grande agitação civil e de violência na América Central. Sua mãe, Berta Flores foi um real modelo do humanitarismo: ela era uma obstetriz e ativista social, que acolhia e cuidava de refugiados de El Salvador.
Cáceres nasceu no grupo étnico mesoamericano, Lenca, em La Esperanza (Intibucá), em Honduras. Ela cresceu na década de 1970, durante um momento de grande agitação civil e de violência na América Central. Sua mãe, Berta Flores, foi um real modelo do humanitarismo: ela era uma obstetriz e ativista social, que acolhia e cuidava de refugiados de El Salvador.

## Ativismo
Em 1993, como ativista estudantil, Cáceres cofundou o Conselho Cívico de Organizações Populares e Indígenas de Honduras (COPINH), uma organização de apoio a indígenas de Honduras. liderou campanhas em uma ampla variedade de questões, incluindo o protesto contra a extração ilegal de madeira, contra a plantação com recurso a escravos, e contra a presença de bases militares em território Lenca. Ela apoiou o feminismo, os direitos LGBT, bem como inúmeras questões indígenas.
Em 2006, um grupo de indígenas Lenca do Río Blanco pediu a Cáceres para investigar a recente chegada de equipamentos de construção à sua área. Cáceres investigou devidamente a situação e informou a comunidade de que um empreendimento conjunto entre a empresa Chinesa Sinohydro, o  International Finance Corporation ligada ao Banco Mundial, e a Desarrollos Energéticos, S.A., empresa de Honduras, para a construção de uma série de quatro barragens hidrelétricas no rio Gualcarque.
Os responsáveis pelo projeto violaram um direito internacional ao não consultarem a população local durante o desenvolvimento do projeto. Deste modo, o povo Lenca estava preocupado que as barragens comprometessem o acesso a água, alimentos, materiais médicos e, portanto, ameaçassem o seu modo de vida tradicional. Cáceres trabalhou em conjunto com a comunidade para montar uma campanha de protesto. Ela organizou ações legais e reuniões com a comunidade contra o projeto, e levou o caso à Comissão interamericana de Direitos Humanos.
A partir de 2013, Cáceres liderou a COPINH e a comunidade local, em protesto no local de construção para impedir que as empresas acedessem à terra. Agentes de segurança removeram manifestantes do local. Em 15 de julho de 2013, militares hondurenhos abriram fogo contra os manifestantes, matando um membro do COPINH e ferindo outros três. A comunidade queixou-se frequentemente de ameaças e de assédio por parte de colaboradores da empresa, guardas de segurança e militares. Em maio de 2014, os membros do COPINH foram atacados em dois novos incidentes separados, que resultaram em dois membros mortos e três feridos graves.
No final de 2013, tanto a Sinohydro como a International Finance Corporation abandonaram o projeto devido aos protestos do COPINH. No entanto, a Desarrollos Energéticos (DESA) deslocou o local de construção de modo a evitar o bloqueio. Outros empreendedores locais passaram a apoiar o projeto. Foram apresentados processos de crime contra Cáceres e outros dois líderes indígenas por "usurpação, coerção e danos continuos" pelos seus papéis no protesto, que foi acusado de ter incitado outros a causar danos à empresa. Em resposta às acusações, a Anistia Internacional afirmou que, se os ativistas fossem presos, a Anistia Internacional considerá-los-ia prisioneiros de consciência. Dezenas de organizações regionais e internacionais enxortaram o governo de Honduras para deixar de criminalizar a defesa dos direitos humanos e para investigar as ameaças contra os defensores dos direitos humanos.
Em 20 de fevereiro de 2016, mais de 100 manifestantes foram detidos pela segurança enquanto protestavam, e as ameaças contra a sua organização começaram a aumentar.

## Ameaças e Questões de direitos humanos
A Comissão Interamericana de Direitos Humanos incluiu "Bertha Cáceres" (sic), em 28 de junho de 2009, na lista de pessoas ameaçadas durante o golpe de estado hondurenho de 2009 por causa das ameaças que foram feitas contra ela. No dia seguinte, o IACH emitiu as chamadas "medidas cautelares (MC 196-09)" em defesa dela e de outros ativistas, tendo relatos de que as forças militares tinham cercado sua casa.

Em 2013, Cáceres disse à Al Jazeera:
O exército tem uma lista de assassinatos de 18 lutadores pelos direitos humanos com meu nome no topo. Eu quero viver, há muitas coisas que eu ainda quero fazer neste mundo, mas eu nunca considerei desistir de lutar pelo nosso território, por uma vida com dignidade, porque a nossa luta é legítima. Eu tomo muitos cuidados, mas no final, neste país, onde há total impunidade, eu sou vulnerável... Quando eles quiserem me matar, eles vão fazer isso.
Durante a campanha contra a barragem, Cáceres e outros organizadores eram frequentemente intimidados pelos militares. Em uma ocasião, eles foram parados e o seu veículo foi revistado. Enquanto viajavam para o Rio Blanco, Cáceres afirmou que, durante esta paragem, uma arma foi colocada no veículo; os organizadores foram presos por envolvimento no uso de armas e passaram a noite detidos na prisão. O tribunal colocou Cáceres sob medidas preventivas, forçando-a a entrar no tribunal, todas as semanas, impedindo, desta forma, que ela pudesse sair do país. As medidas foram mantidas em vigor até que o caso foi arquivado em fevereiro de 2014.
Os registos do tribunal a partir de 2014, divulgado em maio de 2016, mostraram que "o governo e a DESA várias vezes catalogaram Cáceres e seus colegas como violentos, anarquistas que aterrorizavam a população por meio de seus protestos, [...] a usurpação, a coerção e danos contínuos e até mesmo a tentar enfraquecer a ordem democrática."
Uma das expressões favoritas de Berta era "Eles estão com medo de nós porque não temos medo deles", de acordo com Gustavo Castro Soto.

## Honra
- Em 2012, Cáceres foi premiada com o Prêmio Shalom pela Sociedade de Justiça e Paz, na Universidade Católica de Eichstätt-Ingolstadt.[27]
- Em 2014, foi indicada como finalista no prêmio Linha de Frente de Defensores.[27]
- Em 2015, ela recebeu o Prêmio Goldman de Meio Ambiente

Em abril de 2015, a organização internacional de direitos humanos Global Witness destacou o caso de Cáceres como emblemático para os graves riscos enfrentados pelos ativistas ambientais em Honduras. Este país tinha o maior número de assassinatos de defensores ambientais per capita no mundo.

## Morte
Cáceres foi morta a tiro em sua casa por homens armados na noite de 2 de março de 2016. O ativista mexicano ambientalista Gustavo Castro Soto também foi ferido, com dois tiros, um na bochecha e outro na mão. Gustavo tinha chegado em La Esperanza um dia antes de uma reunião com 80 outras pessoas "para discutir alternativas para o projeto hidro-eléctrico". Berta convidou-o para ficar em sua casa para a noite, "uma vez que o seu lugar tinha uma melhor conexão à internet de que o seu alojamento".

Ele disse:
Eu estava a trabalhar numa apresentação quando ouvi um estrondo. Eu pensei que algo tinha caído, mas quando Berta gritou, 'Quem está aí?', eu sabia que algo mau se passava e que era o fim. [...] Quando o assassino chegou, eu cobri o meu rosto. Ele estava a três metros de distância. Movi-me quando ele disparou e a bala passou o meu ouvido. Ele pensava que me tinha matado. É um milagre ter sobrevivido.
Sob as assim chamadas "medidas de precaução", recomendadas pela Comissão interamericana de Direitos Humanos, o governo de Honduras foi encarregado de proteger Cáceres. Porém, no dia da sua morte, ela não estava sob nenhuma proteção. O ministro de segurança hondurenho disse que ela não se encontrava no lugar que ela identificou como sua casa, pois se havia mudado recentemente para uma nova casa em La Esperanza.
Cáceres deixou quatro filhos e o seu ex-marido e co-líder, Salvador Zúñiga.

Antes de seu assassinato, Cáceres acusou Hillary Clinton de ter parcela de responsabilidade pelo golpe de estado das Honduras:
"O retorno do presidente, Mel Zelaya, tornou-se um problema secundário. Iam haver eleições em Honduras. E aqui, ela, Clinton, reconheceu que eles não permitiram Mel Zelaya retornar à presidência. Iam haver eleições. E a comunidade internacional—funcionários, o governo e a grande maioria— aceitou isso, mesmo tendo sudi avisado que ia ser muito perigoso e que permitiria uma barbaridade, não só em Honduras, mas no resto do continente. E nós temos sido testemunhas disso."
Clinton afirmou que o seu método para lidar com a situação foi a melhor para o povo hondurenho, embora Honduras ocupe, atualmente, o top do Banco Mundial para a lista dos países com a maior taxa de homicídios intencionais.

## Reações
Berta Isabel Zúñiga Cáceres, filha de Berta Cáceres, disse numa entrevista que acreditava que a empresa que queria construir a Barragem Agua Zarca era a responsável pela morte de sua mãe. Ela disse que é "muito fácil pagar a pessoas para cometerem assassinatos nas Honduras, mas aqueles que estão por detrás disso são as pessoas poderosas com dinheiro e um sistema que lhes permite cometer esses crimes" e que "eles tinham pago assassinos em várias ocasiões para matá-la".
A morte de Cáceres foi amplamente condenada, com início de uma investigação por parte da Organização dos Estados Americanos (OEA), do embaixador dos EUA em Honduras, e do Alto Comissariado das Nações Unidas para os Direitos Humanos. O presidente de Honduras, Juan Orlando Hernández, declarou que a investigação do assassinato era uma prioridade, e Luis Almagro, o Secretário-Geral da OEA, reiterou a posição da OEA quanto à proteção especial dos indígenas, defensores de direitos humanos em Honduras.
Outras expressões de apoio vieram do ator norte-americano e ambientalista Leonardo DiCaprio, da autora e ativista Naomi Klein, da Anistia Internacional, assim como da cantora René Pérez e da ex-senadora colombiana Piedad Córdoba. Também se manifestaram a Oxfam, o então prefeito de Barcelona, Ada Colau, o senador estadunidense Patrick Leahy e o presidente da Venezuela, Nicolás Maduro.
Um grupo de cerca de 100 membros do COPINH marchou até a delegacia provincial de polícia depois de sua morte, à procura de uma investigação internacional independente sobre o assassinato. Houve um protesto no edifício Harry S. Truman, sede do Departamento de Estado dos Estados Unidos. Em 4 de março de 2016, os estudantes da Universidade Nacional Autônoma de Honduras fizeram um protesto em honra a Cáceres e à sua morte, exigindo uma investigação independente, chegando a arremessar pedras, enquanto a polícia usou gás lacrimogêneo para quebrar os confrontos violentos durante os protestos. Também foram realizados protestos fora das embaixadas de Honduras em Bogotá, San Cristóbal de las Casas, Viena, Berlim e em Barcelona.

## Investigação
Em 3 de março de 2016, um dia após sua morte, funcionários do governo realizaram uma autópsia sem supervisão no corpo de Cáceres, apesar da sua família ter solicitado uma investigação forense independente. No mesmo dia, o governo começou a sua investigação e ativou a sua Unidade de Crimes Violentos. Ainda no dia 3, Aureliano Molina Villanueva, membro do COPINH, foi detido como suspeito do assassinato. O COPINH denunciou a presente ação, dizendo que era uma tentativa falsa de para incriminá-lo pelo assassinato. Dois dias depois, Molina foi liberado por falta de provas que o ligassem ao crime.
Sobrevivente e única testemunha do ataque, Castro disse mais tarde, que "andava pelos ministérios e tribunais, a ser ordenado para contar a sua história uma e mais uma vez, [...] impedido de deixar o país por um mês e efetivamente tratado como um suspeito [...]. Depois de um mês, o juiz encarregado do caso suspendeu o meu advogado. Eles violaram todos os meus direitos. Eu estava com muito medo todos os dias. Eu pensei que algo poderia acontecer comigo a qualquer momento. Eu me senti como um bode expiatório."
Numa conferência de imprensa em 5 de março, os quatro filhos de Cáceres, Olivia, Berta, Laura, e Salvador, expressaram a sua falta de confiança na investigação do governo hondurenho. Descreveram a morte de sua mãe como um ato político. Em 6 de março de 2016, o presidente Hernández pediu ao Alto Comissário para os Direitos Humanos da ONU, Zeid Ra'ad Zeid Al-Hussein, que ajudasse na investigação sobre a morte de Cáceres.
Nos dias após o assassinato, um membro da Anistia Internacional reuniu-se com os ministros dos Direitos Humanos, da Justiça, do Interior e Descentralização e representantes do Ministério da Segurança, das Relações Exteriores, do Gabinete do Procurador-Geral e do Procurador, bem como membros da sociedade civil, incluindo da família Cáceres. A Anistia criticou o presidente Hernández pela recusa em se reunir com a família Cáceres, com defensores dos direitos humanos e com a própria Anistia. Deste modo, condenou a "absoluta falta de vontade de proteger os defensores dos direitos humanos no país" e observou que as autoridades hondurenhas tinham falhado "ao não seguirem as linhas mais básicas de investigação", incluindo o fato de que Berta recebia muitas ameaças graves de morte relacionadas com o seu trabalho a favor dos direitos humanos.
Um mês depois da morte de Cáceres, as autoridades hondurenhas anunciaram que, no dia 13 de março, eles tinham procurado por evidências nos escritórios da DESA e tomado depoimentos de funcionários da empresa.
Em 2 de maio de 2016, o governo prendeu quatro homens: um gerente de questões sociais e ambientais da DESA, outro ex-funcionário de uma empresa de segurança, contratada pela DESA; além de um major do exército e de um capitão aposentado.
Um ex-soldado, treinado nos Estados Unidos, da unidade de forças especiais do exército das Honduras afirmou que Berta Cáceres tinha o seu nome incluído numa lista de assassinatos distribuída meses antes de sua morte.

## Condenação
Em 29 de junho de 2022, um tribunal condenou Roberto David Castillo Mejía a 22 anos de prisão pela sua participação como coautor do assassinato de Berta Cáceres Flores. Castillo era presidente da empresa Desarrollos Energéticos (DESA) foi declarado culpado em 5 de julho de 2021 depois de um julgamento que durou dois meses.